# Giovanni de Pazzi
Giovanni de Pazzi fue un florentino del siglo XV perteneciente a la familia Pazzi, casado con una adinerada heredera, hija de Giovanni Borromeo y de nombre Beatrice, sin embargo esta perdería sus derechos sucesorios y la correspondiente fortuna a raíz de una decisión de Lorenzo de Médici, pasando estos al sobrino.